# Telischa gedola
| ֽ | Sof pasuq       |  | ֑   | Etnachta            |
| ֶ | Segol (Trope)   |  | ֓ ׀ | Schalschelet gedola |
| ֔ | Zaqef qaton     |  | ֕   | Zakef gadol         |
| ֗ | Rewia           |  | ֖   | Tipcha              |
| ֮ | Zarqa (Trope)   |  | ֙   | Paschta             |
| ֚ | Jetiw           |  | ֛   | Tewir               |
| ֜ | Geresch (Trope) |  |    | Gerschajim (Trope)  |
| ֡ | Pazer           |  | ֟   | Qarne para          |
| ֠ | Telischa gedola |  | ֣ ׀ | Munach Legarmeh     |

| ֣ | Munach           |  | ֤ | Mahpach         |
| ֥ | Mercha           |  | ֦ | Mercha kefula   |
| ֧ | Darga (Trope)    |  | ֨ | Qadma           |
| ֩ | Telischa qetanna |  | ֪ | Jerach ben jomo |
| ֖ | Majela (Trope)   |  |  |                 |

## Begriffe
In der aschkenasischen Tradition wird das Betonungszeichen Telischa gedola genannt, das heißt große Telischa. Die sephardische Tradition nennt es Tirtzah (תִּ֠רְצָה), während die italienische Tradition es als Talsha (תַּ֠לְשָׁא) bezeichnet. In der jemenitischen Tradition wird es auch Tilsho Jomin (תִּלְשָׁא יָמִין) genannt. Die jemenitische Tradition weist mit dem hebräischen Wort Jamin (יָמִין, dt.: rechts) auf das Symbol hin, das sich auf dem Wortanfang rechts befindet und nach rechts zeigt.

## Symbol
Das Symbol von Telischa gedola besteht aus einem kleinen Kreis, mit einem kleinen Strich nach unten links. Der Akzent wird vorangestellt und erscheint ganz rechts oben am Anfang des Worts. Das Symbol ist dem Aussehen nach spiegelverkehrt zum Symbol von Telischa qetanna.

## Grammatik
Telischa Gedola ist ein schwacher disjunktiver Akzent der vierten Ebene, der eingesetzt wird, um Segmente von Rewia, Paschta, Tewir oder Zarqa weiter zu unterteilen. Manchmal unterteilt er auch ein Geresch-Segment. Oft erscheint es auch anstelle von Telischa qetanna.

## Kombinationen

### Telischa gedola und Gerschajim auf einem Wort
Es gibt Fälle, bei denen Telischa gedola ֠ und Gerschajim  ֞  (hebräisch גֵּרְשַׁ֞יִם) auf einem Wort zusammenfallen. Jacobson illustriert dies u. a. an den Beispielen Gen 5,29  (זֶ֞֠ה), Lev 10,4  (קִ֠רְב֞וּ).

### Telischa gedola und Munach
Wenn sich zwei Worte in einem Telischa-Gedola-Segment befinden, dann ist die vorhergehende Konjunktion Munach.
Jacobson bringt die Beispiele Ex 12,27  אֲשֶׁ֣ר פָּ֠סַח, Gen 27,15  וַתִּקַּ֣ח רִ֠בְקָה, Gen 50,17  שָׂ֣א נָ֠א, Gen 18,2  ס֣וּרוּ נָ֠א, Gen 41,27  וְשֶׁ֣בַע הַ֠פָּרֹות.

### Telischa gedola und Munach und Munach
Wenn sich drei Worte in einem Telischa-Gedolah-Segment befinden, dann sind die vorhergehenden konjunktiven Akzente des Telischa Gedola die Konjunktionen Munach und Munach.
Jacobson illustriert dies u. a. an den Beispielen Dtn 29,6  (וַיֵּצֵ֣א סִיחֹ֣ן מֶֽלֶךְ־חֶ֠שְׁבֹּון), Lev 13,3  (וְרָאָ֣ה הַכֹּהֵ֣ן אֶת־הַנֶּ֣גַע בְּעֹֽור־הַ֠בָּשָׂר).

## Vorkommen
| Teil des Tanach | Telischa gedola |
| --------------- | --------------- |
| Tora            | 266             |
| Nevi’im         | 693             |
| Ketuvim         | 335             |
| Gesamt          | 1194            |

Als eigenständige Trope kommt Telischa gedola nur im Prosa-System der Teamim vor. Die Tabelle zeigt das Vorkommen von Telischa gedola in den 21 Büchern.